# Alvarado, Veracruz
Alvarado, formellt Heroica Alvarado ("Heroiska Alvarado"), är en ort i Mexiko.   Den ligger i kommunen Alvarado och delstaten Veracruz, i den sydöstra delen av landet, 400 km öster om huvudstaden Mexico City. Heroica Alvarado ligger 18 meter över havet och antalet invånare är 21 518.
Terrängen runt Heroica Alvarado är platt. Havet är nära Heroica Alvarado åt nordost. Runt Heroica Alvarado är det ganska tätbefolkat, med 93 invånare per kvadratkilometer. Heroica Alvarado är det största samhället i trakten.